# Nidorino
Nidorino (japanski: ニドリーノ Nidorīno) jedan je od 1025 fiktivnih vrsta Pokémona iz medijske franšize Pokémon, skupa Pokémon videoigara, animiranih serija, manga stripova, knjiga, igraćih karata i drugih medija kojima je tvorac Satoshi Tajiri. Svrha je Nidorina u videoigrama, animiranoj seriji i manga stripovima, kao i svrha ostalih Pokémona, borba s divljim Pokémonima – neukroćenim stvorenjima koje igrači i likovi pronalaze dok kreću na razne avanture – i pripitomljenim Pokémonima drugih Pokémon trenera.

## Etimologijaimena
Ime Nidorino vjerojatno se temelji na engleskoj riječi "needle" = bodlja, istovremeno se odnoseći na njegpvu Pokémon sposobnost. S druge strane, moglo bi se temeljiti na 二 ni, dva, ili pak 二度 nido, dvaput/dva stupnja, odnoseći se na slične karakteristike evolucijskih lanaca obaju spola Nidorana. Također je moguće da se temelji na riječi "cnidocyte", otrovne stanice koju sadržavaju životinje poput meduza. Sufiks rino u njegovom imenu vjerojatno ukazuje na njegov muški spol – u mnogim jezicima, poput hrvatskog, španjolskog ili talijanskog, velik broj imena i riječi koji završavaju slovom o smatrani su muškim.

## Pokédex podaci
- Pokémon Red i Blue: Agresivan Pokémon koji lako napada. Rog na njegovoj glavi luči snažan otrov.
- Pokémon Yellow: Njegov rog sadržava snažan otrov. Ako njime probode protivnika, sam dodir izaziva curenje otrova.
- Pokémon Gold: Podiže svoje velike uši kako bi provjerio stanje okoline. Ako išta osjeti, trenutno napada.
- Pokémon Silver: Jako lako isprovociran, probost će neprijatelje svojim rogom kako bi injicirao snažan otrov kada postane bijesan.
- Pokémon Crystal: Lako se uznemiri te koristi svoj rog kao oblik napadačke sile kada primijeti napadača.
- Pokémon Ruby/Sapphire: Nidorino posjeduje rog koji je čvršći od dijamanta. Ako osjeti kakvu neprijateljsku prisutnost, svaka se bodlja na njegovom tijelu podigne, te napada protivnika punom snagom.
- Pokémon Emerald: Nidorino posjeduje rog koji je čvršći od dijamanta. Ako osjeti kakvu neprijateljsku prisutnost, svaka se bodlja na njegovom tijelu podigne, te napada protivnika punom snagom.
- Pokémon FireRed: Lako biva uznemiren. Divljački rotirajući svojim rogom, sposoban je probiti i dijamant.
- Pokémon LeafGreen: Agresivan Pokémon koji lako napada. Rog na njegovoj glavi luči snažan otrov.
- Pokémon Diamond/Pearl/Platinum: Nasilne je naravi te probada protivnike svojim rogom koji luči otrov na dodir.

## U videoigrama
Nidorino je prisutan u igrama prve i druge generacije. U igrama Pokémon Red i Blue, prisutan je u Safari zoni, kao i jedna od nagradi u Sali za igre grada Celadona. U igri Pokémon Yellow prisutan je na Stazama 9, 23 i Safari zoni. U igrama Pokémon Gold, Silver i Crystal prisutan je na Stazama 13, 14 i 15.
U igrama Pokémon FireRed i LeafGreen, igrač ga može pronaći u Safari zoni. U igrama četvrte generacije, igrač ga može pronaći na Stazi 221 i Jezeru smionosti, no samo uz pomoć Poké radara.
Nidorino se razvija iz Nidorana♂ nakon dostizanja 16. razine. Nidorina se u bilo kojem trenutku može razviti u Nidokinga, završni oblik ovog evolucijskog lanca, uz pomoć Mjesečevog kamena.

## Tehnike
| Prirodne tehnike                    | Prirodne tehnike | Prirodne tehnike |
| ----------------------------------- | ---------------- | ---------------- |
| Tehnika                             | Vrsta tehnike    | Razina           |
| Režanje (Growl)                     | Normalni         |                  |
| Kljucanje (Peck)                    | Leteći           |                  |
| Fokusiranje energije (Focus Energy) | Normalni         |                  |
| Dvostruki udarac (Double Kick)      | Borbeni          |                  |
| Otrovna bodlja (Poison Sting)       | Otrovni          |                  |
| Bijesni napad (Fury Attack)         | Normalni         | 20               |
| Napad rogom (Horn Attack)           | Mračni           | 23               |
| Prijateljska ruka (Helping Hand)    | Normalni         | 28               |
| Otrovni šiljci (Toxic Spikes)       | Otrovni          | 35               |
| Laskanje (Flatter)                  | Mračni           | 38               |
| Otrovni ubod (Poison Jab)           | Otrovni          | 43               |
| Očaravanje (Captivate)              | Normalni         | 50               |
| Bušenje rogom (Horn Drill)          | Normalni         | 58               |

## Statistike
| HP:      | 61 |  |
| Attack:  | 72 |  |
| Defense: | 57 |  |
| Special: | 55 |  |
| SpAtk:   | 55 |  |
| SpDef:   | 55 |  |
| Speed:   | 65 |  |

Statistika Special korištena je samo tijekom prve generacije; kasnije je podijeljenja na Special Attack i Special Defense statistike.

## U animiranoj seriji
Nidorino se pojavio u prvoj epizodi Pokémon animirane serije, boreći se protiv Gengara tijekom prijenosa kojeg je Ash gledao. Istovremeno, to Nidorina i Gengara čini prvim Pokémonima viđenima u animiranoj seriji. 
Nidoran♂ se razvio u Nidorina nakon borbe s Timom Raketa i poljupca s Nidoran♀ u epizodi Wherefore Art Thou, Pokémon?. 
Stado Nidorina pojavilo se u epizodi The Flame Pokémon-athon!.